# Kvaska

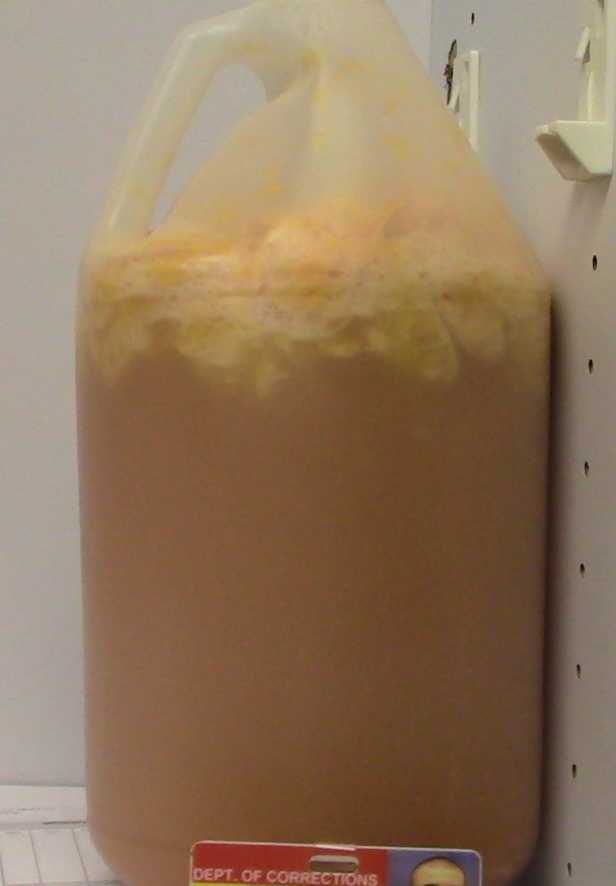
Nádoba s kvaskou zabavená vězňům

Kvaska (případně kváska) je alkoholický nápoj vyráběný zpravidla v nouzových podmínkách ze základních surovin, obvykle chleba, cukru a vody (případně i ovoce či ovocné šťávy). Je často připravován ve věznicích, kde pro vězně představuje jediný přístup k alkoholu.

## Příprava
Při přípravě kvasky ve vězeňských podmínkách se použije několik krajíců chleba, zhruba půl kilogramu cukru a několik litrů teplé vody. Proces začíná namočením chlebových krajíců v teplé vodě po dobu zhruba 10 minut, aby byly aktivovány mikroorganismy přítomné v chlebu. Cukr je poté rozpuštěn ve vodě v plastových lahvích, do kterých je následně přes textil propasírován namočený chléb. Směs je důkladně protřepána, lahve jsou uzavřeny a umístěny na teplé místo. Během pěti dní dochází k fermentaci, při které mikroorganismy kvasí cukry obsažené v chlebu a vytvářejí nápoj s charakteristickou chutí. Je důležité zajistit, aby lahve zůstávaly na teplém místě, což umožňuje optimální podmínky pro fermentační proces.

## Vlastnosti
Obsah alkoholu je obdobný jako u vína. Vedle alkoholického opojení má rovněž některé zdravotní přínosy. Díky procesu fermentace obsahuje probiotika, což podporuje trávení a zdraví střev. Obsahuje vitaminy B a C.